# Hrabstwo Newport

Piramida wieku hrabstwa

Hrabstwo Newport – hrabstwo (ang. county) w stanie Rhode Island w USA. Populacja wynosi 85 433 mieszkańców (stan według spisu z 2000 r.).
Powierzchnia hrabstwa wynosi 812 km². Gęstość zaludnienia wynosi 317 osób/km².

## Miasta
- Jamestown
- Little Compton
- Middletown
- Newport
- Portsmouth
- Tiverton

## CDP
- Melville
- Newport East
- Tiverton